# 拓跋余
拓跋 余（たくばつ よ）は、北朝北魏の第3代太武帝の末子。太武帝の死後に即位したが、正統な皇帝として認められず、王号で南安王と呼ばれる。

## 生涯
442年に呉王に封じられ、451年に南安王に改封された。452年2月、太武帝が宦官の宗愛によって殺害されると、尚書左僕射の蘭延や侍中の和疋・薛提らは事件を伏せて喪を発さず、太武帝の子のうちで年長だった東平王拓跋翰を立てようとした。だが、宗愛は拓跋翰を憎んでいたため、赫連皇后の令と偽って蘭延らを禁中に召しだし、待ち伏せして捕縛した後に殺害した。拓跋翰も永巷で殺害された。
宗愛は南安王拓跋余を擁立した。宗愛は大司馬・大将軍・太師となり、北魏の朝政を専断した。拓跋余は群臣の心をつかもうと、賞賜を乱発して官庫を枯渇させた。また飲食や声楽や狩猟を好んで、政治に興味を持たなかった。宗愛の専横がひどいので、その職権を奪おうとして宗愛を怒らせた。同年の10月、東廟を夜半に祀っているところを、宗愛に殺害された。宗愛も文成帝の即位まもなく宿衛に捕縛され、殺害された。
文成帝は叔父である拓跋余を王礼で葬った。